# Kolik förlag
Kolik förlag var ett svenskt serieförlag som 2005 grundades av Fabian Göranson och Marcus Nyblom,. Förlaget lades ner 2018.
Övriga delägare i förlaget var Loka Kanarp, Josefin Svenske och Daniel Berg. Förlaget hade kontor i både Stockholm och Malmö. Åren 2011–2016 gav förlaget ut kvartalstidningen Utopi.

## Historik
Förlaget grundades 2005, av Fabian Göranson och Marcus Nyblom. Senare[när?] kom Josefin Svenske att ta över Marcus Nybloms roll som en av de två förläggarna och delägarna.
Albumutgivningen kom igång 2006, och året efter uppmärksammades man för Drift, den första Femisex-serien, producerad av Jan Bielecki och Liv Strömquist. Bland annat deltog man under sommaren med förlag och serieskapare på olika svenska musikfestivaler.
Åren 2009–12 gav man i samarbete med Seriefrämjandet ut ett halvdussin mindre seriealbum i häftesformat, under namnet Grafiska Novelletter. Där presenterades bland annat Sara Hansson, Frida Ulvegren och andra namn ur den nya kvinnliga seriegenerationen.
Hösten 2010 meddelade förlaget att man skulle starta en serietidning. Den kom med sitt första nummer i början av 2011 och visade sig vara en tjock tidning i stort magasinsformat och på glättat papper. Utopi riktade in sig på episka svenska serier och har därefter kommit ut (i princip) kvartalsvis. Inriktningen baserade sig på den "mottrend" av fantasy, skräck, sagor, science-fiction och äventyr som etablerat sig bland nya svenska serieskapare, efter den tidigare vågen av självbiografiska och realistiska serier.
Hösten 2013 meddelades av förlaget från senhösten skulle inleda ett samarbete med Norstedts förlag. Norstedts skulle sälja och marknadsföra Koliks nyare utgivning. Därefter diskuterades ett fördjupat samarbete, där Norstedts skulle köpa upp Kolik.
Februari 2015 meddelades att Norstedts avstod från det fördjupade samarbetet förlagen emellan. Beslutet hade som följd att Fabian Göranson lämnade Kolik förlag; hans fortsatta satsning på förlaget var kopplad till en vidare satsning från Norstedts. Därefter kvarstod Josefin Svenske som ensam förläggare på Kolik förlag. På Bok & Bibliotek-mässan 2017 meddelades att förlaget skulle läggas ned. Enligt planen skulle detta ske under 2018. År 2022 fanns en webbsida kvar, även om verksamheten upphört.

## Inriktning
Förlaget gav ut både svenska och utländska serieskapare, och med svenska namn som Liv Strömquist, Lars Krantz, Nanna Johansson, Kim W. Andersson, Lina Neidestam och Johanna Koljonen.  Man var (vid sidan av bland andra Albumförlaget och Epix förlag) en av de få svenska serieutgivarna som år 2012 ägnade sig åt översättning och utgivning av europeiska albumserier. Genom 2007 års Drift och lanserandet av förlagskollektionen Femisex marknadsförde förlaget sig också som utgivare av svensktillverkade vuxenserier av mer episkt slag.
Förlaget ägnade sig, via albumutgivningen och tidningen Utopi (en över 100 sidor tjock tidning som delvis inspirerats av franska À Suivres blandning av litterära serier och textreportage), åt feministisk erotik, biografier och skräck. Här finns också humor och "grafiska romaner" (förlagets benämning för serieromaner) av blandat slag, och koncentrationen på självbiografiska serier var mycket mindre än hos de flesta svenska serieutgivare vid denna tid.
Tillsammans med Seriefrämjandet har man givit ut Grafiska Novelletter, seriealbum i lite mindre, häftesliknande format.

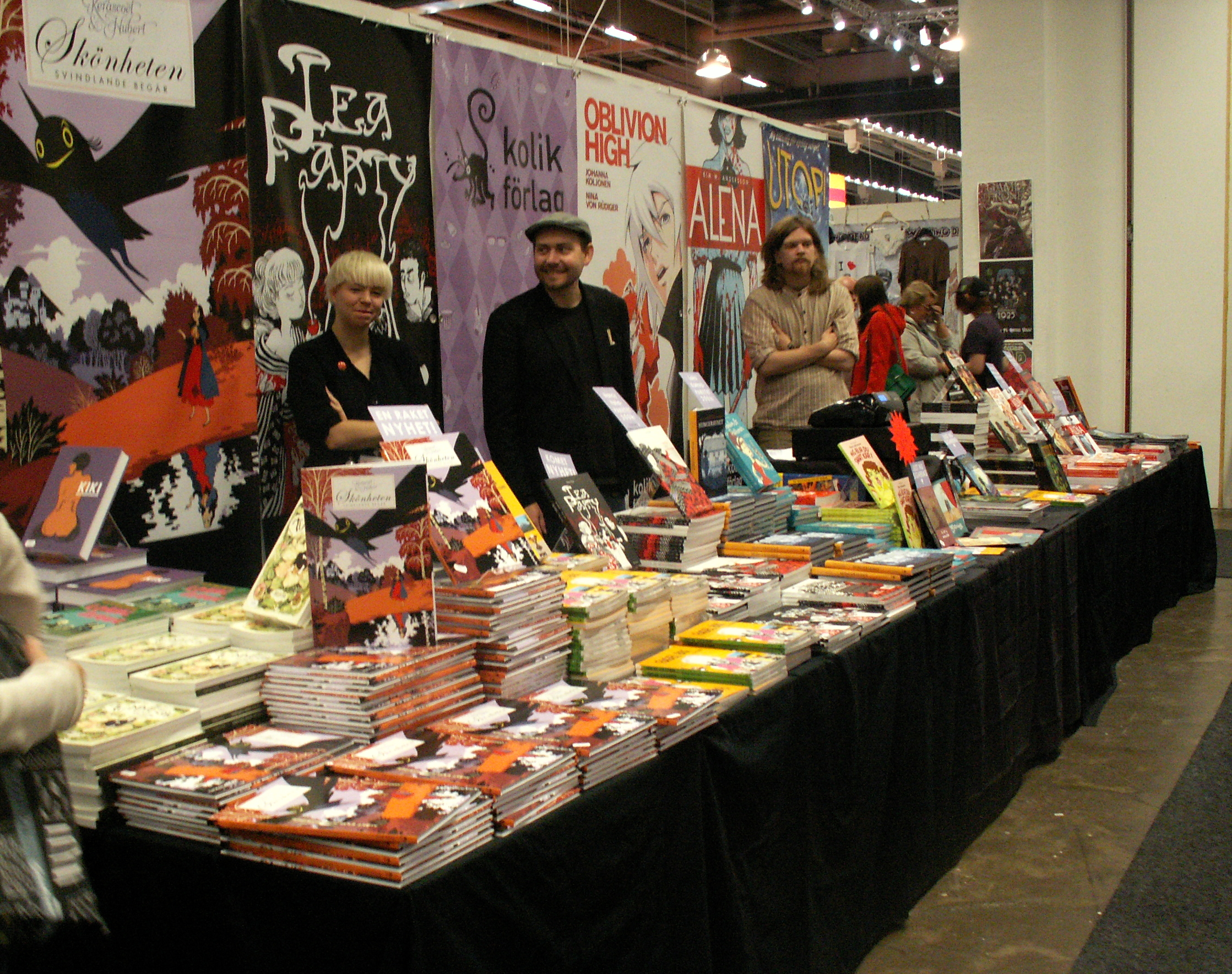
Kolik förlag på Bok & Bibliotek i Göteborg, september 2012. Från vänster: Josefin Svenske, Fabian Göranson och Henri Gylander (som tecknat serier för Kolik).

## Utgivning

### Utopi
Efter starten 2011 kom denna fullfärgsserietidning i magasinsformat ut i 14 nummer. 
Våren 2016 meddelades att tidningen sålts till Apart förlag.

### Grafiska Novelletter
Grafiska Novelletter var en serie album i mindre format, utgivna tillsammans med Seriefrämjandet. 

### Övriga album
Bland dessa marks:
- Drift av Jan Bielecki och Liv Strömquist (2007, första Femisex-boken; utökad utgåva 2009)
- Corto Maltese i Etiopien av Hugo Pratt (2011, översatt från italienska)
- Idag är sista dagen på resten av ditt liv av Ulli Lust (2012, översatt från tyska)